# Museu del Fang (Casa Señoría)
El museo del barro/Museu del Fang de Orba, instalado en la Casa Señoría, es un espacio dedicado a la cultura del barro, que reúne información y material histórico sobre la actividad alfarera en esta localidad alicantina de la Comunidad Valenciana (España).
A partir de la iniciativa municipal, en 1989, de reahabilitación de la Casa Señoría, y restaurado el edificio en 2008, situado en el número 10 del Carrer d'Alacant, el museo se inauguró en 2018. Su fondo expone piezas cerámicas de más de 40 donaciones. Coordinado por el Ayuntamiento de la ciudad, con la colaboración de la Associació d'Amics del Fang, dispone asimismo de talleres de alfarería para aprender trabajos de modelado en el torno, iniciarse en las técnicas de piezas singulares y características como los socarrats, etc.
La entrada es gratuita y se puede visitar sábados y domingos, o en visita guiada, previa
cita en el correo museudelfang@gmail.com.